# Astraptes chiriquensis
Astraptes chiriquensis es una especie de mariposa de la familia Hesperiidae que fue descrita originalmente con el nombre de Telegonus chiriquensis, por Otto Staudinger, en 1876, a partir de ejemplares de procedencia desconocida.

## Distribución
Astraptes chiriquensis tiene una distribución restringida a la región Neotropical y ha sido reportada en México, Perú, Brasil, Costa Rica, Panamá, Colombia, Nicaragua, Ecuador, Pará.

## Plantas hospederas
Las larvas de A. chiriquensis se alimentan de plantas de la familia Fabaceae. Entre las plantas hospederas reportadas se encuentran Dioclea malacocarpa, Dioclea wilsonii, Mucuna holtonii. 